# Calothamnus glaber
Calothamnus glaber är en myrtenväxtart som först beskrevs av George Bentham, och fick sitt nu gällande namn av Trevor J. Hawkeswood och Alexander Segger George. Calothamnus glaber ingår i släktet Calothamnus och familjen myrtenväxter. Inga underarter finns listade i Catalogue of Life.